# Slaughter Beach
Slaughter Beach es un pueblo ubicado en el condado de Sussex en el estado estadounidense de Delaware. En el año 2000 tenía una población de 198 habitantes y una densidad poblacional de 57 personas por km².

## Geografía
Slaughter Beach se encuentra ubicado en las coordenadas 38°55′3″N 75°18′29″O / 38.91750, -75.30806.

## Demografía
Según la Oficina del Censo en 2000 los ingresos medios por hogar en la localidad eran de $41,250, y los ingresos medios por familia eran $50,625. Los hombres tenían unos ingresos medios de $30,417 frente a los $37,188 para las mujeres. La renta per cápita para la localidad era de $27,290. Alrededor del 13.6% de la población estaban por debajo del umbral de pobreza.

## Localidades adyacentes
Diagrama de las localidades a un radio de 16 km a la redonda de Slaughter Beach.